# Celina (Ohio)
Celina é uma cidade localizada no estado norte-americano de Ohio, no Condado de Mercer.

## Demografia
Segundo o censo norte-americano de 2000, a sua população era de 10.303 habitantes.
Em 2006, foi estimada uma população de 10.396, um aumento de 93 (0.9%).

## Geografia
De acordo com o United States Census Bureau tem uma área de
11,5 km², dos quais 11,4 km² cobertos por terra e 0,1 km² cobertos por água. Celina localiza-se a aproximadamente 266 m acima do nível do mar.

## Localidades na vizinhança
O diagrama seguinte representa as localidades num raio de 16 km ao redor de Celina.